# Kinima Dimokraton Sosialiston
Rörelsen för Demokratiska Socialister (grekiska: Κίνημα Δημοκρατών Σοσιαλιστών, Kinima Dimokraton Sosialiston, KSD) är ett politiskt parti i Grekland, grundat den 3 januari 2015 av Giorgos Papandreou som en utbrytning ur det socialdemokratiska partiet PASOK.